# Biblioteca Nazionale Centrale di Firenze
La Biblioteca Nazionale Centrale di Firenze (BNCF) è una delle più importanti biblioteche italiane ed europee. Insieme alla Biblioteca nazionale di Roma, svolge le funzioni di biblioteca nazionale centrale.
Possiede infatti circa 8 999 667 volumi a stampa di cui 2 703 899 opuscoli, 25 311 manoscritti, 4 089 incunaboli, 29 123 edizioni del XVI secolo e oltre 1 000 000 di autografi. Le scaffalature dei depositi librari coprono, al 2024, 138 km lineari, con un incremento annuo di oltre 1,5 km.

## Storia

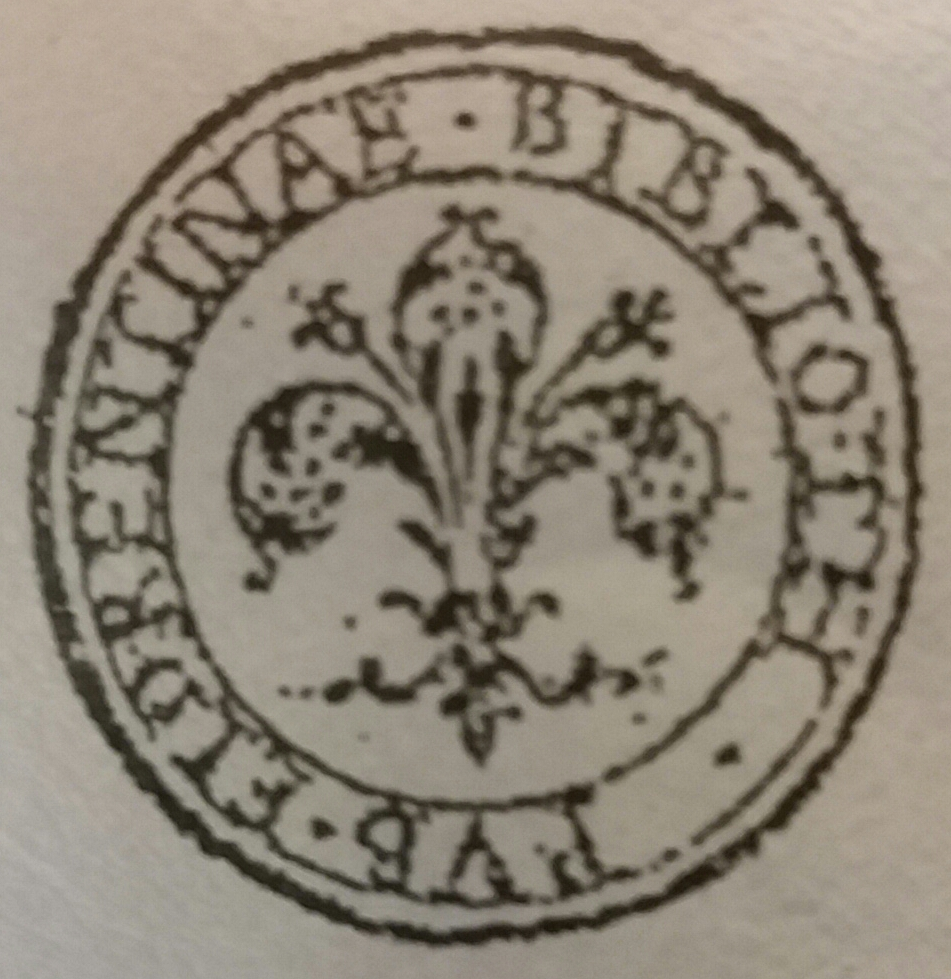
Timbro di possesso dal 1737-1815

Il nucleo originario della biblioteca proviene dalle collezioni di Antonio Magliabechi, costituite da circa 30 000 volumi devoluti integralmente, secondo il lascito testamentario del 1714, «a beneficio universale della città di Firenze», e sistemati nello Stanzone della commedia o della Dogana, che nei secoli precedenti era stato luogo di rappresentazioni teatrali e noto come Teatrino della Baldracca. Con motu proprio del 25 dicembre 1736, Gian Gastone de' Medici ordinava al magistrato supremo di prendere possesso della libreria Magliabechi, che diventava, con questo atto, la prima biblioteca pubblica fiorentina, comunemente denominata Magliabechiana. Con lo stesso atto affidava ad Antonio Cocchi l'incarico di compilare l'inventario della raccolta libraria appartenuta a Magliabechi, a cui era stata unita, per disposizioni testamentarie del proprietario, la libreria di Anton Francesco Marmi.
Per assicurare l'incremento librario della nascente Biblioteca il documento granducale stabiliva che vi fosse depositato un esemplare di ciascuna delle opere stampate a Firenze, obbligo esteso nel 1743 a tutti gli stampatori del territorio del Granducato di Toscana. Con atto successivo il Granduca donava alla Biblioteca lo stanzone fino ad allora in affitto. La prima apertura al pubblico risale al 1747, con il nome di Biblioteca Magliabechiana, dopo che erano stati ristrutturati gli spazi ed era stata effettuata la catalogazione e l'ordinamento dei libri.

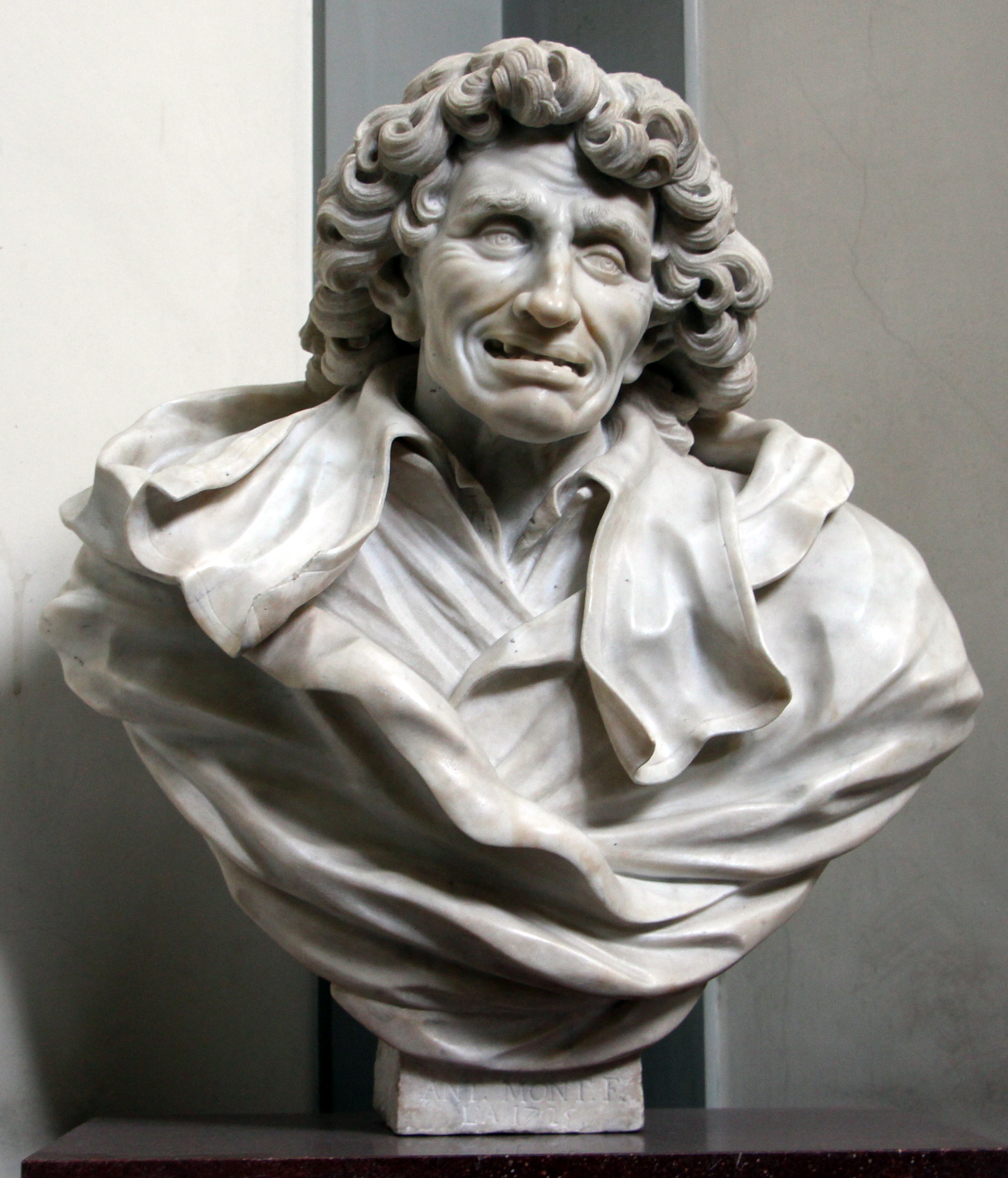
Busto di Antonio Magliabechi

Nel 1771 il Granduca Pietro Leopoldo I di Toscana dispose che la Biblioteca Palatina Mediceo-Lotaringia, costituita dalle raccolte librarie medicee e lorenesi, fosse unita alla Magliabechiana che negli anni successivi fu arricchita da numerosi lasciti e donazioni. Nel tempo si aggiunsero le biblioteche di ordini e corporazioni religiose soppresse a partire dagli anni '70 del Settecento da Pietro Leopoldo fino alle soppressioni napoleoniche del 1808.
Nel 1861 il ministro Francesco De Sanctis disponeva l'unione della Magliabechiana con la Biblioteca Palatina dando vita alla Biblioteca nazionale di Firenze. Dal 1885 la biblioteca, trtasferita quell'anno al palazzo Castellani, assume anche l'appellativo di Centrale. Dal 1870 riceve per diritto di stampa una copia di tutto quello che viene pubblicato in Italia.
Durante i lavori del XIII Comitato per la protezione dei beni in caso di conflitto armato, che si è svolto a Parigi presso la sede dell'UNESCO il 6 e 7 dicembre 2018, la Biblioteca Nazionale Centrale di Firenze, è stata iscritta nella lista dei beni culturali sottoposti a protezione rafforzata in caso di conflitto armato, prevista dal II Protocollo del 1999 della convenzione UNESCO dell'Aja del 1954. L'iscrizione nella lista comporta l'immunità: in caso di conflitto armato i siti debitamente contrassegnati con lo scudo blu della Convenzione non possono essere oggetto di attacchi né essere utilizzati per fini militari.

## La sede

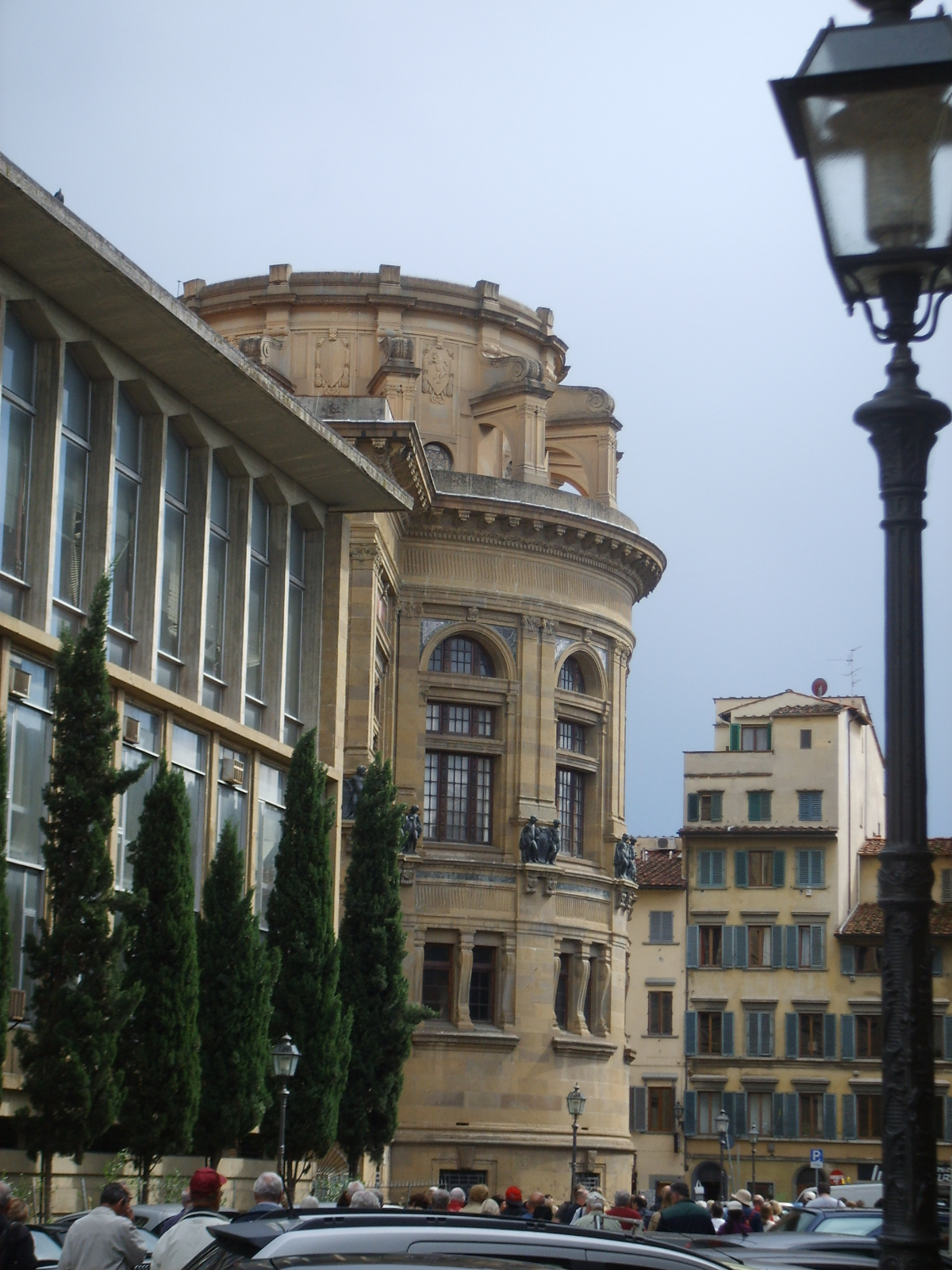
La rotonda

Originariamente la Biblioteca aveva sede, come tutti gli uffici pubblici dell'amministrazione granducale, nei locali del complesso degli Uffizi. Dopo il trasferimento della capitale a Firenze iniziarono le ipotesi di trasferire la biblioteca in spazi adeguati; nel 1892 il bibliotecario Desiderio Chilovi e l'architetto Mansueti presentarono un progetto per i 2.700 metri quadrati concessi dallo Stato in un'area accanto a piazza dell'Olio, un altro progetto ipotizzò lo spostamento in un edificio posto tra via Vacchereccia e Por Santa Maria.
Successivamente fu ipotizzata dal Comune la sua collocazione tra via Pellicceria, via Porta rossa e via dei Sassetti. Nel 1902, individuata definitivamente l'area accanto alla chiesa di Santa Croce, fu bandito un concorso per la sua progettazione. Il luogo scelto per la costruzione era una superficie di 10 000 metri quadrati, occupata all'epoca dalla caserma dei Cavalleggeri e compresa tra il complesso di Santa Croce, il fiume Arno e delimitata a sud dal corso dei Tintori, una dislocazione che si rivelerà tristemente sbagliata in occasione dell'alluvione di Firenze. 
Nel 1909 furono demolite le vecchie caserme e l'infermeria dei frati, i lavori iniziarono nel 1911 su progetto dell'architetto Cesare Bazzani, successivamente ampliato dall'architetto Vincenzo Mazzei. Tra il 1913 e il 1914 aperta la nuova strada delimitante l'edificio ad ovest (attuale via Antonio Magliabechi). Subito dopo i lavori dovettero essere sospesi per il sopraggiunto conflitto mondiale. L'attività del cantiere riprese con vigore solo con l'avvento del regime fascista, di modo che nel 1929 fu inaugurato un primo corpo, corrispondente alla tribuna dantesca e galileiana posta in angolo tra le due vie, mentre le sale di lettura vennero collocate provvisoriamente nel locale della libreria del convento di Santa Croce. La prima parte ad essere completata (1929) fu quella della "Tribuna dantesca e galileiana" posta in angolo, quindi una parte più monumentale che funzionale; mentre le sale di lettura erano provvisoriamente collocate nel locale della libreria dell'ex convento di Santa Croce.

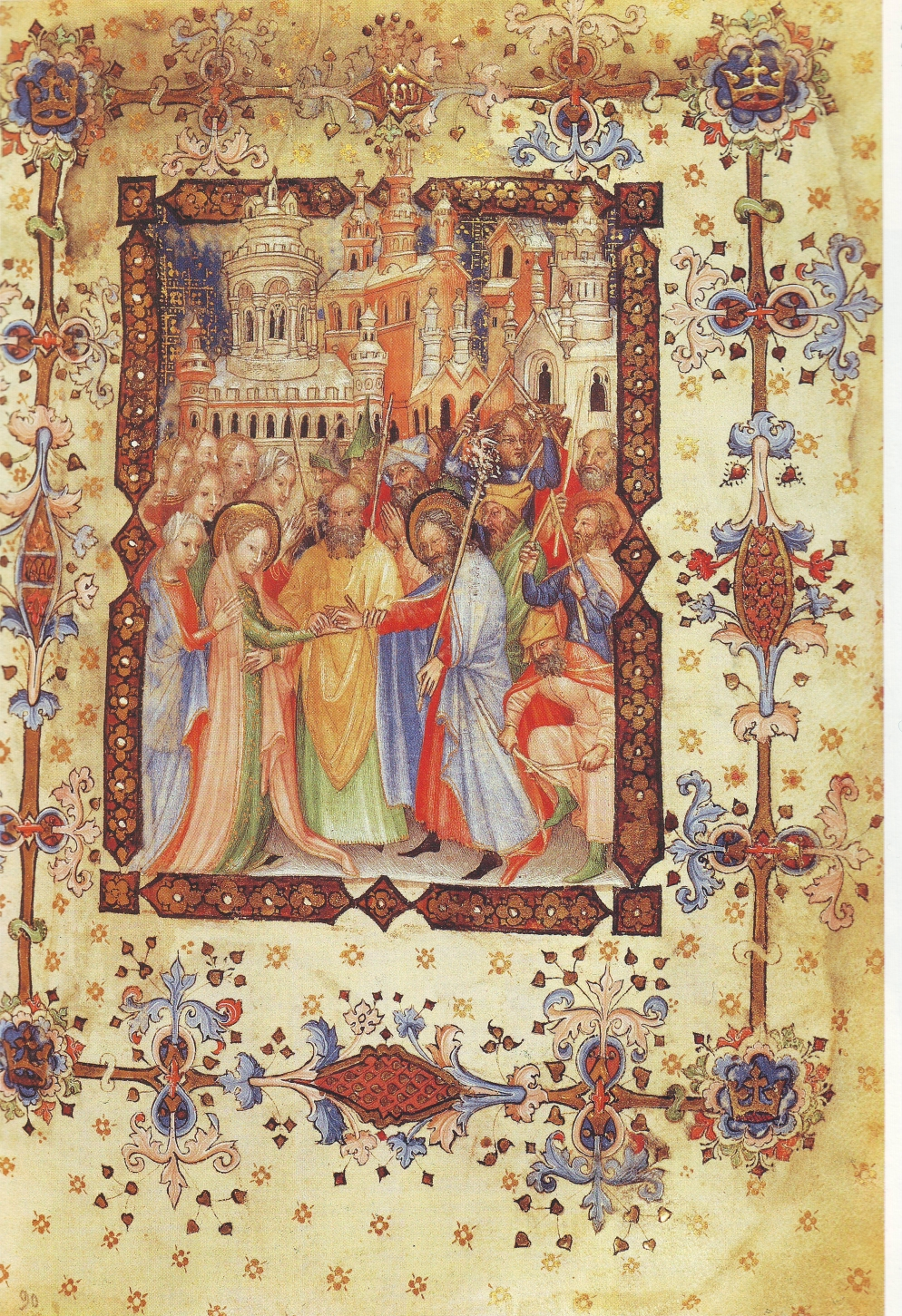
Giovannino de' Grassi, Offiziolo di Gian Galeazzo Visconti

Il complesso fu inaugurato il 30 ottobre del 1935, ma sin dall'inaugurazione dell'edificio furono notate alcune carenze riguardo ad alcune funzioni, come gli uffici per il personale o una sede per la sezione rari ed incunaboli, anche a causa della mancata realizzazione di un secondo corpo, previsto nel progetto Bazzani. Tale porzione fu realizzata solo nel 1962 su progetto dell'architetto Mazzei, con la congiunzione dell'ala ovest dell'edificio con il complesso del chiostro di Santa Croce. Altre parti del progetto originario non furono mai realizzate, per le critiche all'architettura ed anche per motivi economici, come l'ampia piazza davanti alla facciata e prospiciente l'Arno, per la quale erano state scolpite le due statue di Dante e Galileo che oggi sono incassate nelle due torrette in cima alla facciata; inoltre si eliminò un attico previsto sulla facciata e tre dei sei magazzini previsti; l'ala nord-ovest avrebbe dovuto avere una facciata simile a quella sull'Arno, ma non fu mai realizzata. L'edificio monumentale, in stile eclettico con qualche accenno Liberty, fu molto criticato, soprattutto per la facciata con le torrette che, al pari dei discussi campanili di San Pietro di Bernini, furono soprannominate "le orecchie dell'architetto".

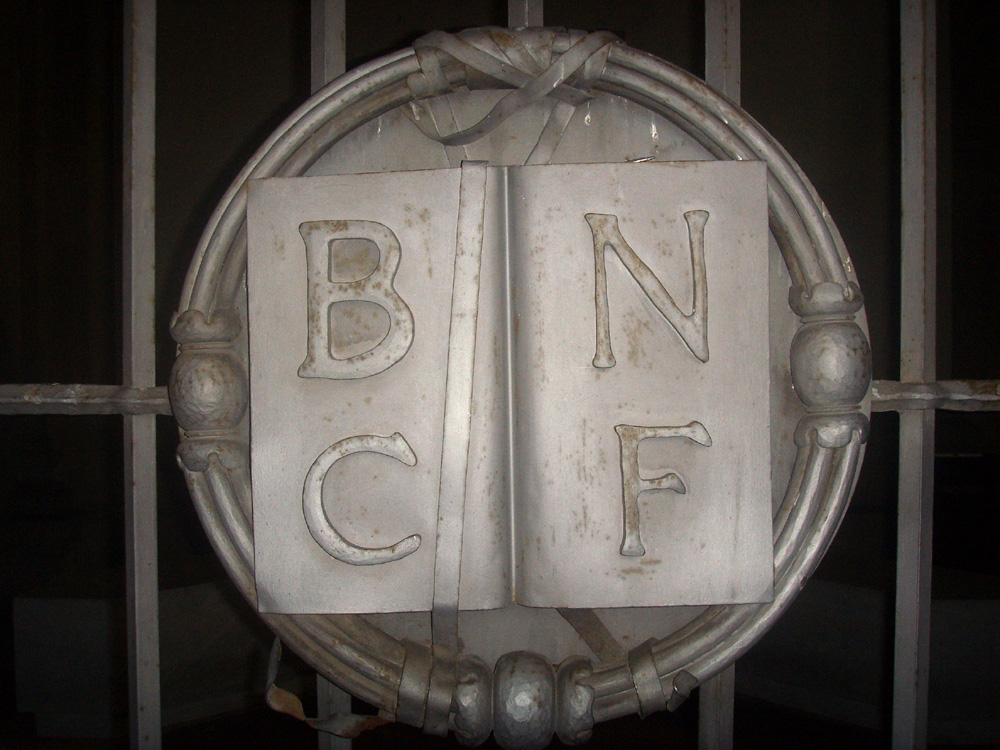
Sigla BNCF sulla cancellata

Sullo smusso tra corso dei Tintori e via Antonio Magliabechi, la monumentale tribuna dantesca, alla quale segue un ingresso su un corpo arretrato, segnato con il civico 2, sempre relativo ai lavori degli anni trenta. Segue un ampio corpo di fabbrica moderno, realizzato con un successivo cantiere chiuso nel 1962 su progetto dell'architetto Velio Mazzei, ad ampliare gli spazi in questa area come peraltro aveva previsto, seppure in forme diverse, il progetto Bazzani. Questo corpo, allineato con il fronte della basilica di Santa Croce, si presenta come ampio parallelepipedo di quattro piani fuori terra, con rivestimento in lastre di pietra forte e con un fronte finestrato a maglia modulare che caratterizza fortemente l'intervento. Nella breve striscia di terreno tra l'edificio e la sede stradale è una fila di cipressi. In prossimità del complesso della chiesa di Santa Croce è uno spazio rientrante ugualmente a verde che crea una zona di rispetto tra il nostro edificio e il grande cenacolo del convento francescano: qui si possono apprezzare alcuni stemmi della famiglia Spinelli e un grande stemma dell'Arte dei Mercatanti (quest'ultimo ricollocato sull'edificio moderno da qualche preesistenza demolita), legati al grande complesso francescano.
Gli spazi interni sono organizzati secondo due assi che si incrociano nell'ampia e monumentale sala di distribuzione: quello parallelo al fiume con gli uffici, le sale per i periodici e le sale di lettura, di distribuzione e dei cataloghi, e quello che dal portico d'ingresso porta sul retro dove ci sono i magazzini librari. L'impianto fortemente classicheggiante presenta numerosi archi e colonne ed uno scalone monumentale. Il salone di lettura, a pianta rettangolare, è caratterizzato da arcate sorrette da colonne con capitelli ionici.

## Alluvione del 4 novembre 1966

Con l'alluvione di Firenze del 1966 la biblioteca divenne il triste simbolo nel mondo, assieme al Crocifisso di Cimabue del vicino convento di Santa Croce, dei danni irreparabili inflitti al patrimonio culturale della città dalla catastrofe naturale.
A causa della sua vicinanza al fiume, gli interni dell'edificio furono completamente allagati fino all'altezza di sei metri; in particolare andarono sommersi i depositi sotterranei. I gravissimi danni, in particolare all'intera emeroteca, alla preziosa raccolta delle Miscellanee, al fondo Magliabechiano, al fondo Palatino e a numerose altre raccolte, nonché a tutti i cataloghi a schede e a volume, all'apparato bibliografico delle sale di lettura e agli arredi, furono in parte arginati dal tempestivo aiuto dei cosiddetti Angeli del Fango, un esercito di volontari provenienti da tutto il mondo che lavorò instancabilmente, nel freddo di novembre e in condizioni precarie senza corrente elettrica, per salvare il salvabile, recuperando i libri e mettendoli temporaneamente al sicuro in attesa di un possibile restauro. Il direttore della BNCF di allora, Emanuele Casamassima, liquidò il Presidente della Repubblica Giuseppe Saragat, venuto in visita ai luoghi del disastro, con la laconica frase "Presidente, ci lasci lavorare".
Una parte rilevante dei fondi danneggiati è stata così recuperata ad opera del Centro di restauro creato per l'occasione, ma una parte consistente del patrimonio librario è andata definitivamente distrutta.
Nel portico d'ingresso si trova una targa dettata da Bruno Migliorini nel 1967 per ricordare gli Angeli del fango, i volontari che operarono per salvare il patrimonio fiorentino dopo l'alluvione di Firenze:
| IN QVESTA BIBLIOTECA E ALTROVE IN FIRENZE DOVE L'ALLVVIONE DEL NOVEMBRE 1966 PIV̀ AVEVA IMPERVERSATO NVMEROSI GIOVANI ITALIANI E STRANIERI TRA L'ACQVA E IL FANGO CON GENEROSA ABNEGAZIONE RECARONO AIVTO |

Nel novembre 2006 ha accolto le celebrazioni per i quarant'anni dell'opera di aiuto degli Angeli del Fango durante l'alluvione di Firenze.

## Servizi bibliografici

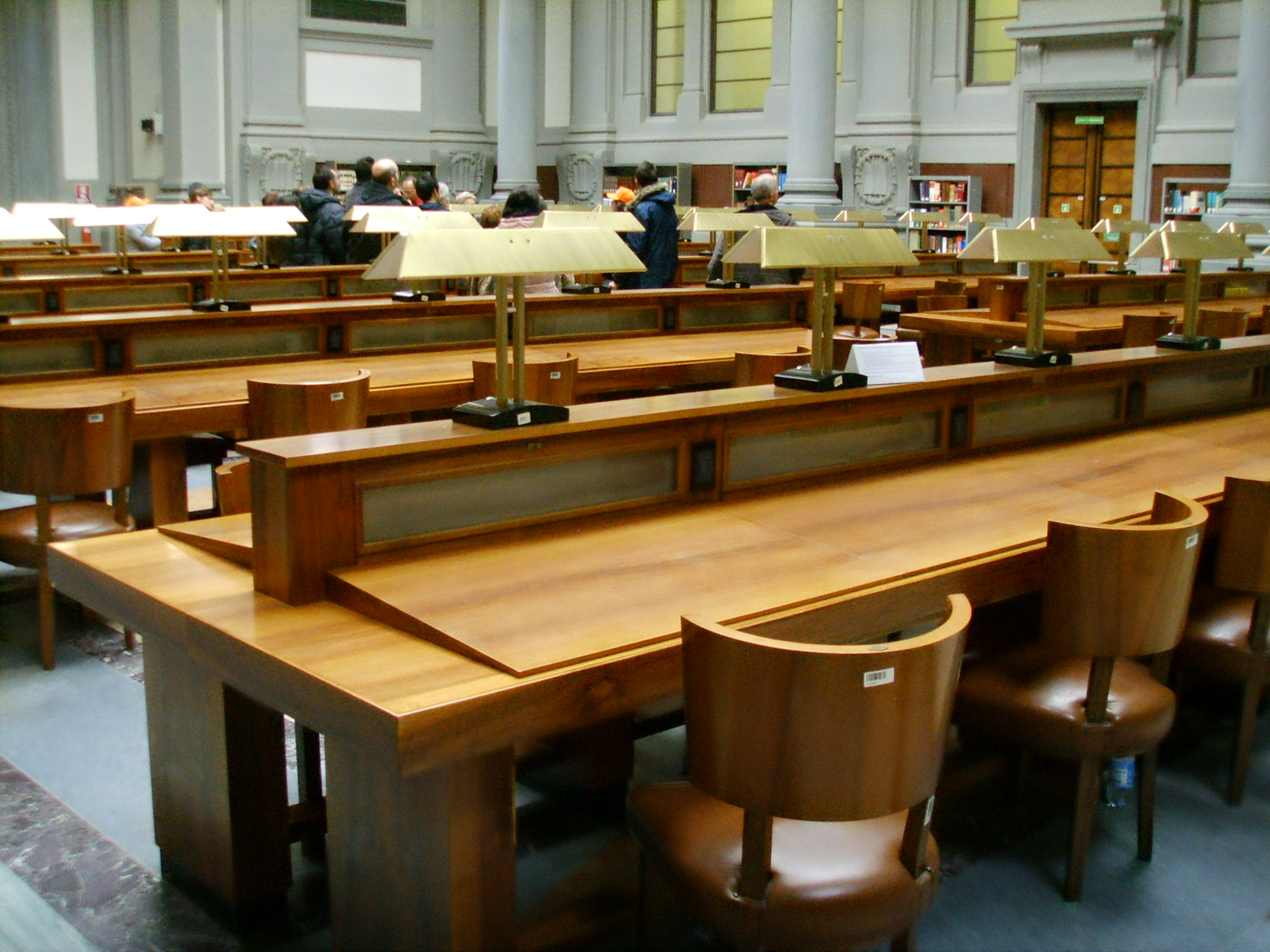
La sala lettura con gli arredi degli anni Trenta riprodotti perché andati distrutti con l’alluvione

Con il Regolamento organico del 1885, alla Biblioteca Nazionale Centrale di Firenze venne attribuito il compito di documentare la produzione editoriale nazionale. Nasceva così nel 1886 il "Bollettino delle pubblicazioni italiane ricevute per diritto di stampa", diventato poi a partire dal 1958 Bibliografia nazionale italiana. Nel 1957 è stato pubblicato il Catalogo cumulativo, repertorio che raccoglie tutte le segnalazioni bibliografiche contenute nelle annate del Bollettino.
La BNCF è stata sede pilota nella creazione del Servizio Bibliotecario Nazionale volto alla automazione dei servizi bibliotecari e alla costruzione di un indice nazionale delle raccolte librarie possedute dalle biblioteche italiane. Nella sala di ricerca i cataloghi cartacei sono stati sostituiti da circa un decennio da computer, con i cataloghi interamente consultabili su internet.

## Automazione
La biblioteca è stato un importante punto di riferimento per il processo di automazione delle biblioteche italiane. Negli anni '60 Diego Maltese avvia la sperimentazione del trasferimento delle schede del Bollettino delle pubblicazioni italiane ricevute per diritto di stampa dalla BNCF su nastri per produrre i 41 volumi del Catalogo cumulativo (CUNI). Da quella esperienza, ed in collegamento con l'Istituto Europeo di Fiesole, nasce il gruppo che con l'ICCU guidato da Angela Vinay progetta il Servizio bibliotecario nazionale (SBN).

## Direttori
Il direttore della Biblioteca Nazionale Centrale di Firenze, ai sensi dell'articolo 42 del regolamento emanato con D.P.R. 3 maggio 2006, n. 252, è componente di diritto della Commissione per il deposito legale. Qui segue la relativa cronotassi:
- Atto Vannucci: 1861 - 1862
- Giuseppe Canestrini: 1862 - 1870

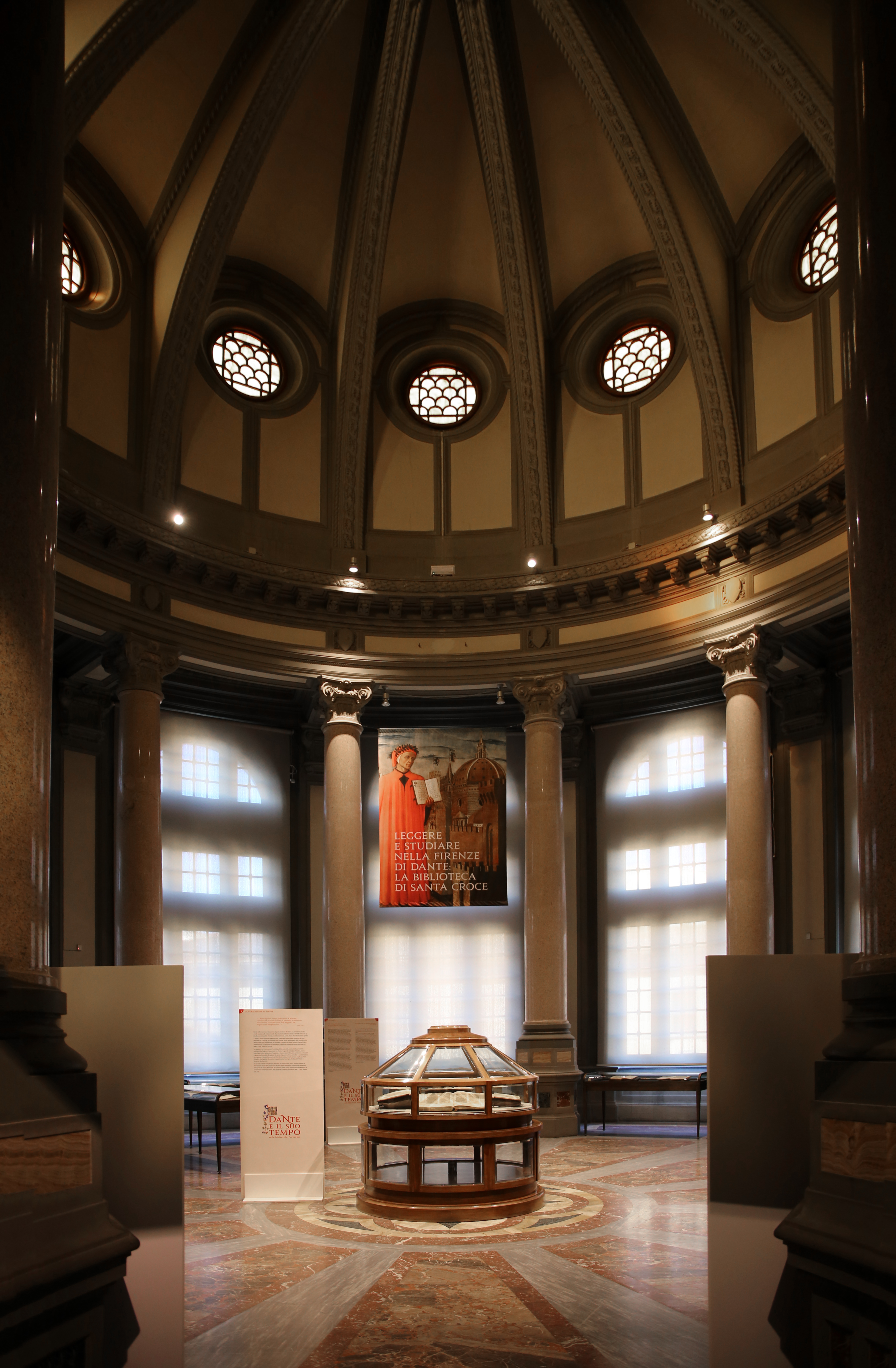
Interno della rotonda di Dante

- Luigi Passerini Orsini de Rilli: 1871 - 1877
- Torello Sacconi: 1877 - 1885
- Desiderio Chilovi: 1885 - 1905
- Salomone Morpurgo: 1905 - 1923
- Paolo Bersotti: 1923 - 1924 (reggente)
- Angelo Bruschi: 1924 - 1933
- Domenico Fava: 1933 - 1936
- Anita Mondolfo: 1936 - 1937
- Antonio Boselli: 1937 - 1944 (in aspettativa dal 1941)
- Anna Saitta Revignas: 1941 - 1945 (reggente)
- Anita Mondolfo: 1945 - 1953
- Irma Merolle Tondi: 1953 - 1956
- Alberto Giraldi: 1956 - 1964
- Benvenuto Righini: 1964 - 1965
- Emanuele Casamassima: 1965 - 1970
- Anna Maria Giorgetti Vichi: 1970 - 1973
- Pietro Puliatti: aprile-giugno 1973
- Maria Luisa Garroni: 1973 - 1976
- Diego Maltese: 1976 - 1979
- Anna Lenzuni: 1980 - 1988
- Carla Guiducci Bonanni: 1988 - 1995
- Gloria Cerbai (reggente): 1995 - 1996
- Antonia Ida Fontana: 1996 - 2010
- Maria Letizia Sebastiani: 2010 - 2015
- Luca Bellingeri: 2015 - 2023[15]
- Anna Lucarelli (delegata dal Direttore generale avocante): 2023 - 2024
- Elisabetta Sciarra: dal 2024

## Note

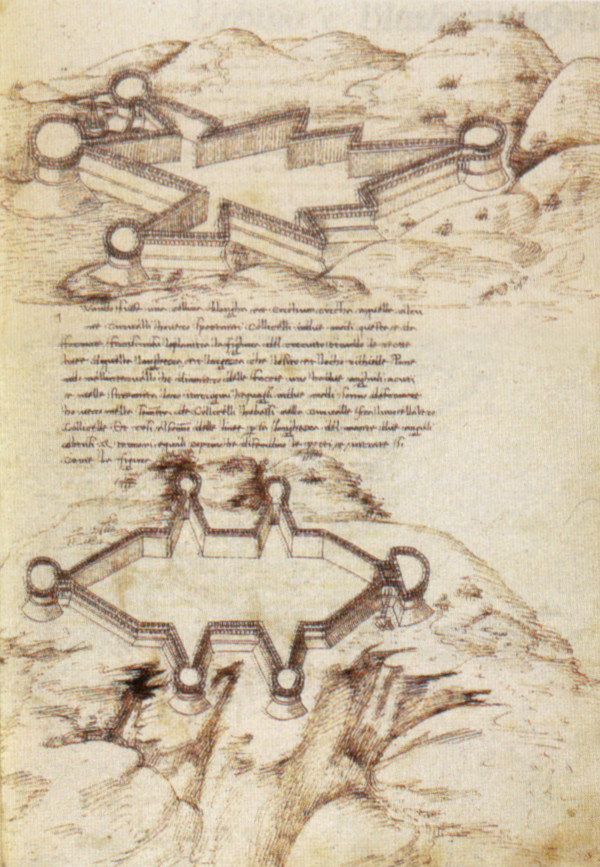
Francesco di Giorgio Martini, Trattato sull'Architettura